# Balaji Baji Rao
Balaji Baji Rao (marathi : बाळाजी बाजीराव पेशवे), né le 8 décembre 1720 et décédé le 23 juin 1761 est le 3e peshwa de l'Empire marathe, principalement centré sur la moitié Nord de l'Inde actuelle.